# 산타 카사 성당

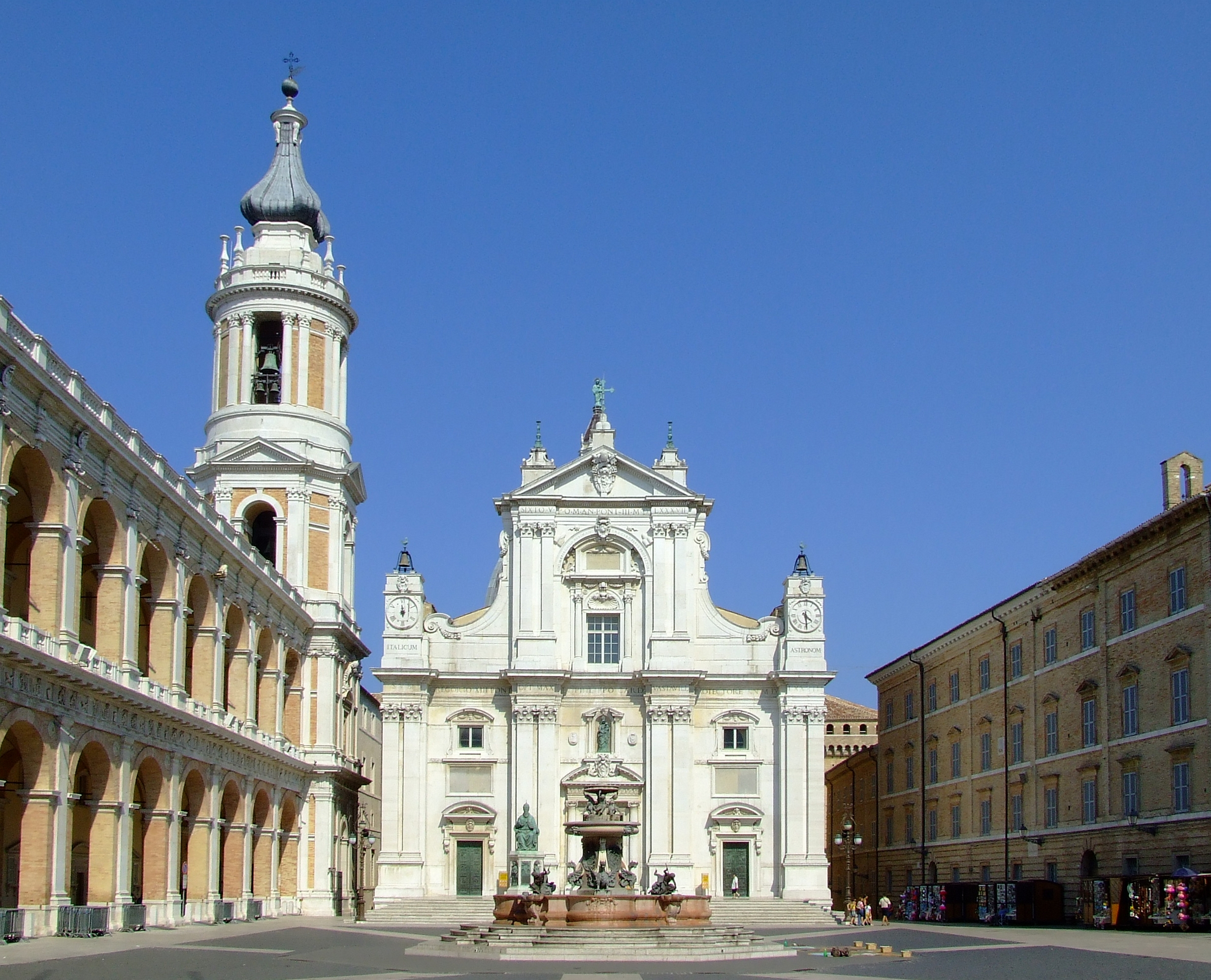
산타 카사 성당의 파사드

산타 카사 성당(이탈리아어: Basilica della Santa Casa)은 이탈리아 로레토에 있는 로마 가톨릭교회의 바실리카이다. 성모 마리아가 살던 집이 있기 때문에 로마 가톨릭교회의 순례지로 여겨진다. '산타 카사'(Santa Casa)는 이탈리아어로 "성스러운 집"을 뜻한다.
전설에 따르면 성모 마리아와 그의 가족들이 살던 집이 나사렛에서 달마티아로 옮겨졌다는 이야기가 전한다. 이 때 성모 마리아의 집 안으로 들어간 마을 사람들이 왕관을 쓴 성모 마리아와 아기 예수의 조각상을 발견했고 천사들이 다시 이탈리아로 집을 옮겼다고 한다.
바실리카는 후기 고딕 건축 양식과 르네상스 건축 양식이 혼합된 것이 특징이다. 1468년부터 1587년까지 공사가 진행되었으며 줄리아노 다 마이아노(Giuliano da Maiano), 줄리아노 다 산갈로(Giuliano da Sangallo), 도나토 브라만테(Donato Bramante) 등의 건축가들이 공사에 참여했다.

## 같이 보기
- 성모 영보 성당
- 동정 마리아의 집